# Right Here (canção de Jess Glynne)
"Right Here" é uma canção gravada pela cantora e compositora britânica Jess Glynne, para seu álbum de estreia ainda sem nome. A faixa foi escrita pela própria juntamente com Janee Bennett, Kye Gibbon Matthew e Robson-Scott, sendo produzida por Gorgon City. A faixa foi lançada como single de avanço do disco em 12 de julho de 2014.

## Faixas e formatos
| Download digital |              |         |  |
| N.º              | Título       | Duração |  |
| 1.               | "Right Here" | 3:40    |  |

| Extended play (EP) digital de remixes |                                |         |  |
| N.º                                   | Título                         | Duração |  |
| 1.                                    | "Right Here" (Skream Remix)    | 8:40    |  |
| 2.                                    | "Right Here" (Tieks Remix)     | 5:37    |  |
| 3.                                    | "Right Here" (Perplexus Remix) | 4:09    |  |

## Desempenho nas tabelas musicais
| Tabela musical (2014)                         | Melhor posição |
| --------------------------------------------- | -------------- |
| Alemanha (Media Control Charts)               | 25             |
| Austrália (ARIA)                              | 67             |
| Bélgica (Ultratip Bubbling Under de Flandres) | 88             |
| Croácia (Airplay Chart)                       | 45             |
| Escócia (Scottish Singles Chart)              | 6              |
| Irlanda (IRMA)                                | 57             |
| Polónia (Polish Airplay Top 100)              | 18             |
| Polónia (Dance Top 50)                        | 21             |
| Reino Unido (UK Dance Chart)                  | 1              |
| Reino Unido (UK Singles Chart)                | 6              |
| Suíça (Schweizer Hitparade)                   | 23             |

| País (Provedor)   | Certificação | Vendas  |
| ----------------- | ------------ | ------- |
| Reino Unido (BPI) | Prata        | 200.000 |

## Histórico de lançamento
| País          | Data                | Formato                               | Gravadora    |
| ------------- | ------------------- | ------------------------------------- | ------------ |
| Austrália     | 12 de junho de 2014 | Download digital                      | Warner Music |
| Irlanda       | 12 de junho de 2014 | Download digital                      | Warner Music |
| Nova Zelândia | 12 de junho de 2014 | Download digital                      | Warner Music |
| Reino Unido   | 12 de junho de 2014 | Download digital                      | Warner Music |
| Reino Unido   | 4 de julho de 2014  | Extended play (EP) digital de remixes | Warner Music |